# Roncus golemanskyi
Espèce
Roncus golemanskyi est une espèce de pseudoscorpions de la famille des Neobisiidae.

## Distribution
Cette espèce est endémique du Monténégro. Elle se rencontre à Bokovo dans la grotte Ladnica.

## Publication originale
- Ćurčić, 2002 : On two new cave pseudoscorpions (Pseudoscorpiones, Neobisiidae), from Montenegro. Acta Zoologica Bulgarica, vol. 54, p. 39-46.